# Vzpoura kutnohorských havířů (1496)
Vzpoura kutnohorských havířů bylo lidové povstání, které se odehrálo v polovině července 1496 v Kutné Hoře, tehdy druhém největším českém městě, a jejím okolí, za účelem požadavků zdejších horníků ve stříbrných dolech na vyšší platové a životní podmínky. Povstání bylo, v nepřítomnosti krále Vladislava II. Jagellonského v zemi, z nařízení poděbradského hejtmana Oňka Kamenického z Topic potlačeno a 13 havířských vůdců pak v srpnu téhož roku sťato. Podle kusých zpráv pak král provedl roku 1497 revizi procesu a odpovědné za popravy potrestal. Jednalo se zároveň o jednu z největších masových stávek středověké české historie.
Událost se stala inspirací dramatiku Josefu Kajetánu Tylovi k sepsání dramatu Krvavý soud aneb Kutnohorští havíři.

## Důvody

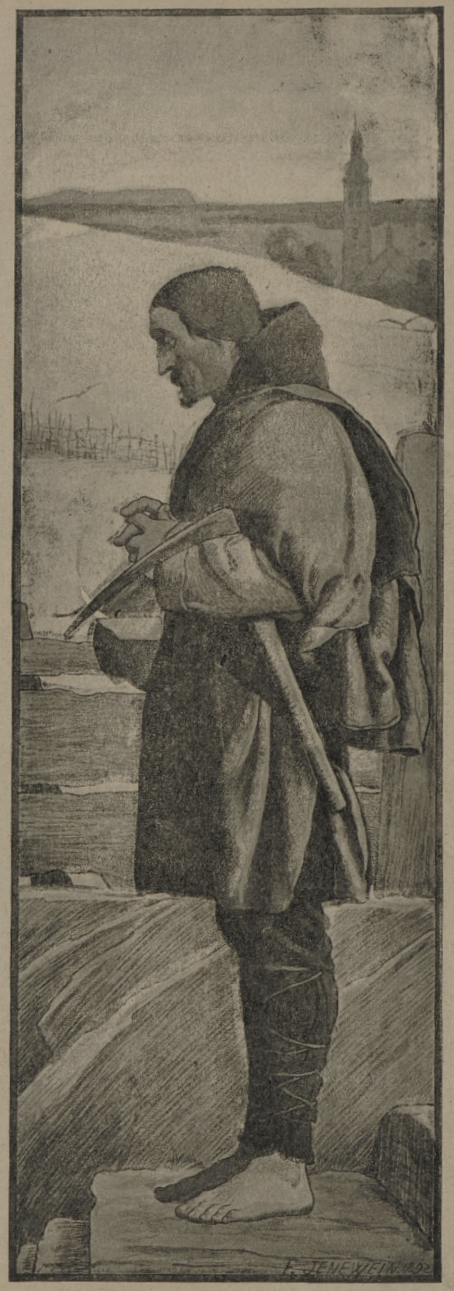
Malba Havíř (Felix Jenewein, 1892, v pozadí silueta Kutné Hory)

Kutnohorští havíři strádali na konci 15. století úbytkem těžitelných stříbrných žil, nízkými mzdami a nízkou životní úrovní. O výdělek je nepoctivě připravovali úředníci a havíři neměli dovolání ani v Kutné Hoře, ani v Praze. Roku 1494 se poprvé vzbouřili proti machinacím a zpronevěrám královského hofmistra Michala z Vrchovišť a v davu se shromáždili před Vlašským dvorem, centrem královské moci ve městě s mincovnou. Situace byla urovnána po příjezdu šlechticů pánů z Pernštejna, Mikuláše Trčky a Šplechtleho byla situace uklidněna zbavením Michala z Vrchovišť hofmisterského úřadu, jeho nahrazením Janem ze Skalice a následným uvězněním Vrchovišťského. Obdobná situace se pak opakovala také po 12. březnu roku 1495.
Nejprudší eskalace pak přišla roku 1496, kdy král Vladislav dlouhodobě pobýval v uherském Budíně. Havíři adresovali skrze hejtmana na poděbradském hradě Oňka Kamenického z Tepic, ten však, patrně podplacen kutnohorskými horními pány, namísto slíbené přímluvy poslal králi list, kde havíře vylíčil ve špatném světle. 13. července 1496 vytáhlo až 6000 ozbrojených havířů z města na vrch Špimberk u Kaňku, kde se opevnili. Oněk Kamenický shromáždil vojenské hotovosti měst Kutné Hory, Kolína a Čáslavi, se kterými se vydal k pozicím havířů. 13 vůdců pak bylo při vyjednávání zajato, zbylí se posléze vzdali a vrátili do práce.

## Důsledky

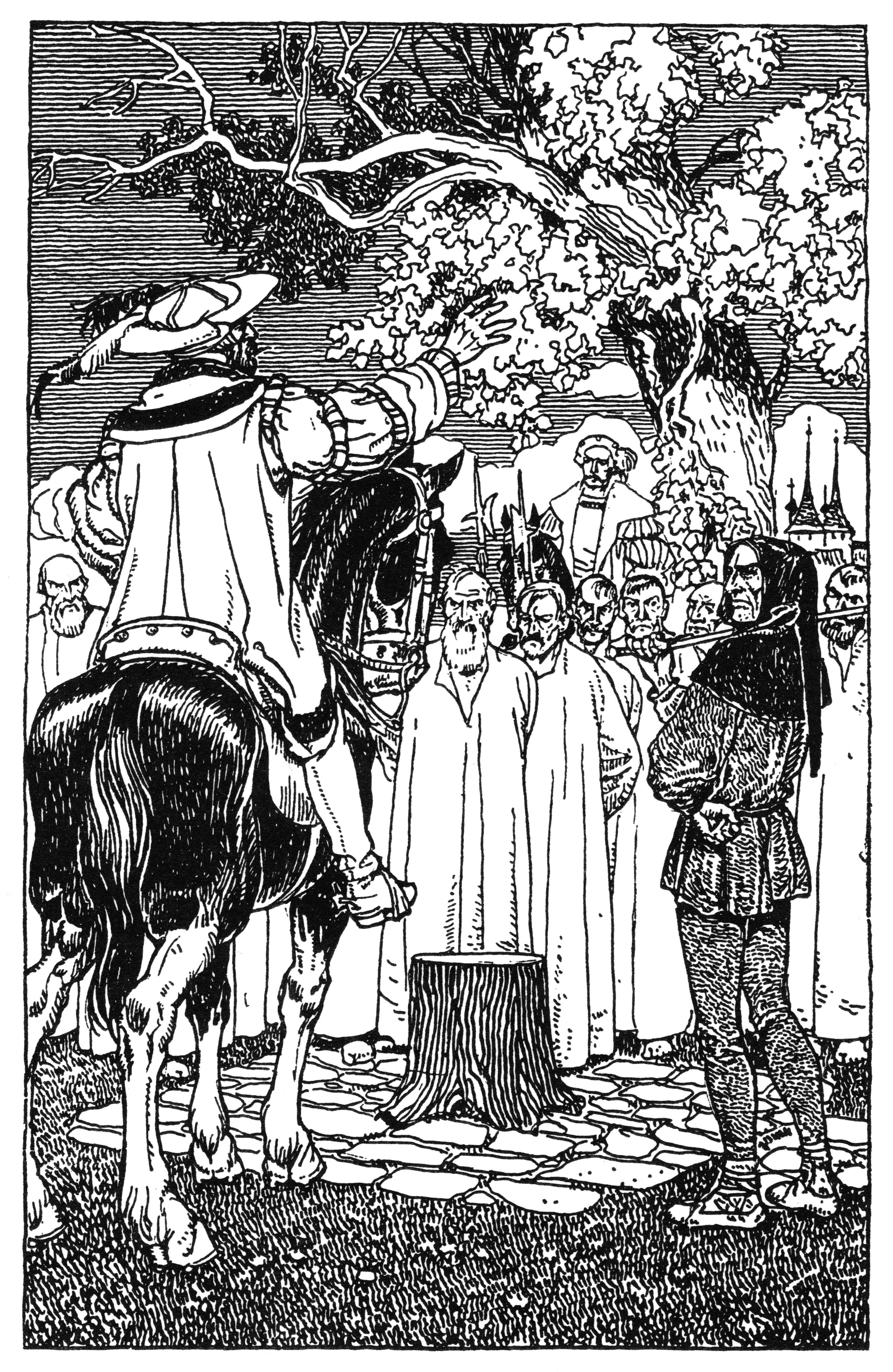
Ilustrace k pověsti O památném dubu poděbradském (poprava kutnohorských havířů pod památným dubem) od Josefa Weniga

Uvěznění havíři pak byli vyslýcháni a mučeni na hradě v Poděbradech. Na základě zprávy Oňka Kamenického přikázal král vzbouřence potrestat. 5. srpna bylo havířům oznámeno, že jsou odsouzeni na smrt. Protože tehdejší právo neumožňovalo provést více než 10 poprav v jednom městě, byli 3 z havířů přesunuti k vykonání rozsudku na Křivoklát. 10 odsouzenců pak bylo sťato buď 5., nebo 13. srpna 1496 nedaleko Poděbrad, pod tzv. Poděbradským dubem. Podle Pamětí Mikuláše Dačického z Heslova jsou zmíněny osoby: Průša, jeho bratr, Matěj Černý z Hloušek, Opat, Viktorin, Hana, Slad, Duchek Bláznice, Kůžel a Mládek. Podle záznamů odmítl poděbradský městský kat jménem Kolouch popravit nevinné, takže veškerá práce zůstala na katovi jménem Sochor. Deset těl bylo pak pohřbeno do zde připravené jámy. Na Křivoklátě pak podle Starých pověstí českých Aloise Jiráska měli být popraveni Holý Želvův, Ondřej Němec a Vít Krchňavý, nejspíše v obdobném termínu. Podle pověstí právě Krchňovský uprchl a postaral se, aby byl král o skutečném průběhu událostí informován.
Král Vladislav zpraven o celé situaci poselstvem kutnohorských havířů, které v srpnu 1496 přijelo do Budína. 4. září pak v Tatě sepsal list adresovaný nejvyššímu českému kancléři Janu II. ze Šelmberka, kde se havířů zastal a zakázal je dále trestat. Na jaře roku 1497 inicioval výměnu kutnohorského hofmistra za Prokopa Kroupu, v létě roku 1497 pak přijel Vladislav do Prahy a 22. července také do Kutné Hory. Podle ne zcela ověřených zpráv měl být Oněk Kamenický a další odpovědní za potlačení povstání uvězněni a vyslýcháni při mučení na skřipci, čemuž měl samotný Oněk podlehnout. O králově jeho nařízení k potrestání viníků a údajném umučení Oňka Kamenického a popravě tří hornických úředníků však neexistují přesvědčivé historické důkazy. Oňkova smrt je však pravděpodobná, neboť je zmiňován též v souvislosti s trestem za majetkové podvody.
V Kutné Hoře se pak nejednalo o poslední nevoli zdejších horníků, roku 1513 došlo ke stávce hutnických dělníků, roku 1521 pak k odporu uhlířského tovaryšstva. Ty byly mj. přiživovány dalším útlumem zdejší těžby stříbra v 16. století.

## Památky povstání

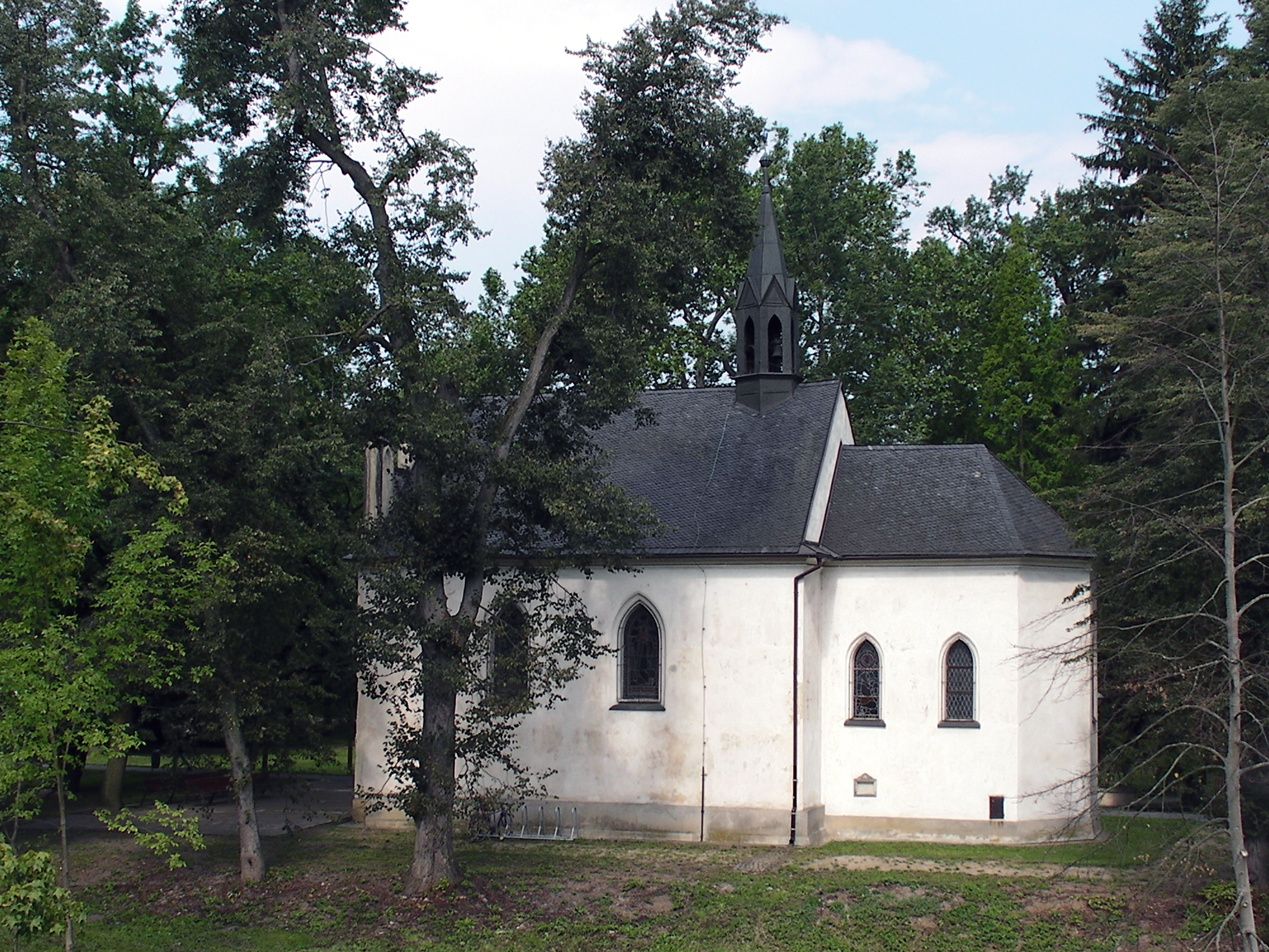
Kostel Nanebevzetí Panny Marie v Poděbradech

Povstání kutnohorských havířů zavdalo ke vzniku řady pověstí, dále dotvářených v dalších staletích. Podle jedné z legend například krev stříkající na větve starého dubu na popravišti měla údajně způsobit, že na stromě, prý jako symbol neviny, začaly růst žaludy, které měly podobu těl havířů v kápích. Místní věřili v jejich čarovnou moc a uchovávali je jako ochranné talismany. Někteří je nechávali zasazovat i do stříbra. Adolf Wenig ve 30. letech 20. století uváděl, že se ještě několik takových dochovalo. Nějaké by měly být uchovány i v poděbradském muzeu. Podobné žaludy prý rostly i na dubu u vsi Kluk, kudy byli nevinní havíři vedeni. Ten zanikl roku 1842.
Když začala poprava v Poděbradech, promluvil podle pověsti jeden z havířů: „Zrádný hejtmane, slíbil jsi nám na čest a víru, že nám zjednáš právo a slyšení u krále, ale slovo jsi zrušil a nás zradil.“ Klečící havíř poté zvolal, aby Bůh na znamení jejich neviny seslal déšť. Po popravě začalo pršet a po devět dní a nocí neustalo.

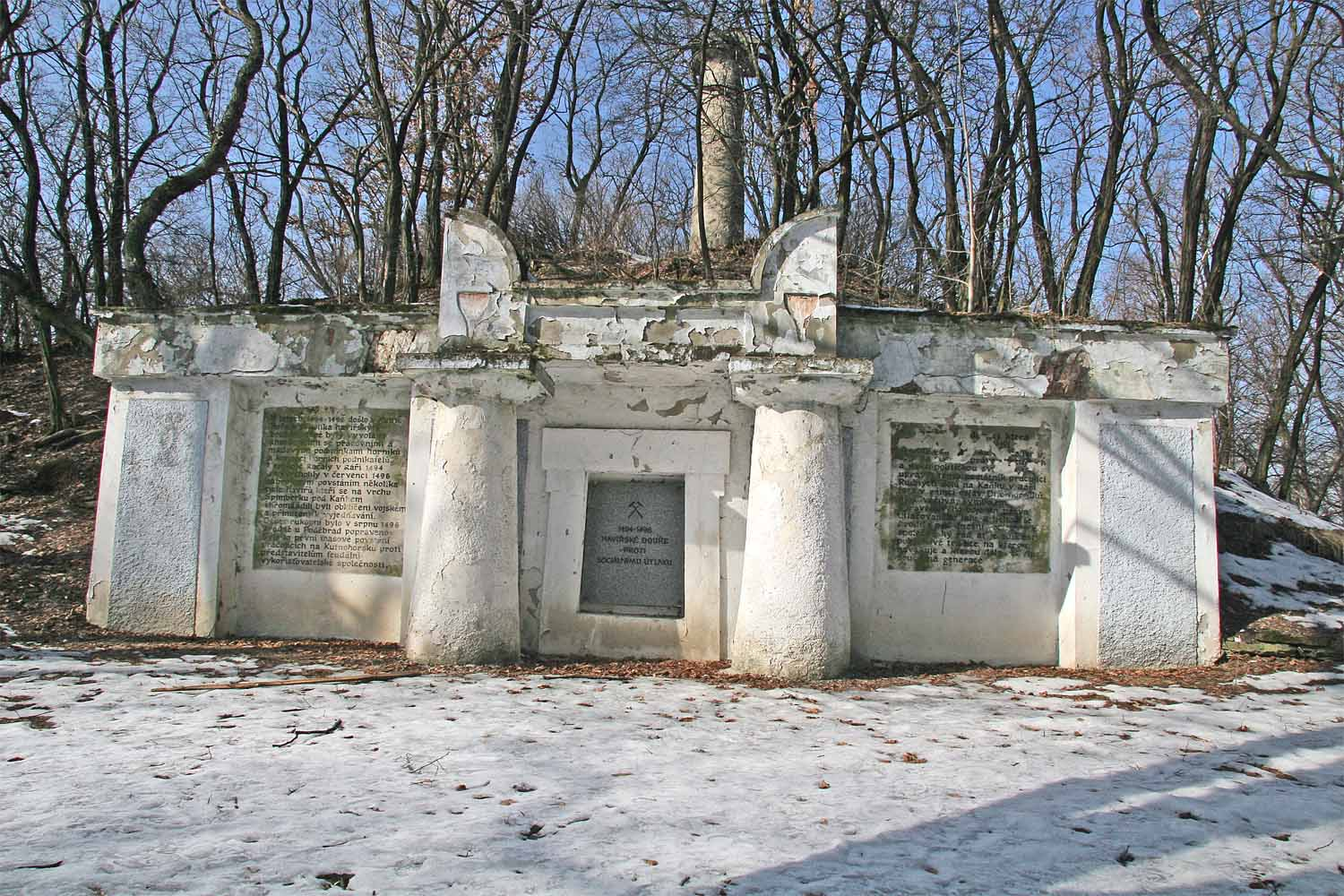
Památník popravených husitů a hornických bouří roku 1496 na vrchu Kaňk

Zejména v 19. století byl příběh interpretován v souladu ideologie Národního obrození jakožto příkoří českých horníků proti, částečně německé či uherské, vrchnosti. Objevuje se též v historicky nepřesných Starých pověstech českých Aloise Jiráska.
Roku 1516 nechal pražský měšťan Ondřej Prachovec na místě vystavět kostel Nanebevzetí Panny Marie, lidově zvaný Havířský kostelík, který v letech 1665–1666 nahradil novější barokní kostelík. Památný dub zasáhl blesk roku 1777, definitivně vzal strom za své v roce 1784.
Na vrchu Kaňk byl roku 1814 vztyčen památník zbudovaný hrabětem Chotkem, připomínající kališníky popravené kutnohorskými katolíky během husitských válek a zároveň i události a oběti z roku 1496.

## V umění
Roku 1848 kutnohorské události zpracoval J. K. Tyl, mj. rodák z Kutné Hory, v dramatu Krvavý soud aneb Kutnohorští havíři, ve kterém vychází z národnostně zabarveného pohledu na vzpouru.
Stejně tak povstání inspirovalo, především v 19. a počátkem 20. století, řadu výtvarných umělců, kupříkladu obraz Havíř vytvořený Felixem Jeneweinem, rovněž kutnohorským rodákem z roku 1892.